# هومبيرتو ماسياس روميرو
هومبيرتو ماسياس روميرو (بالإسبانية: Humberto Macías Romero)‏ هو سياسي مكسيكي، ولد في 12 يونيو 1985 في ولاية تلاكسكالا في المكسيك. حزبياً، نشط في حزب العمل الوطني. وقد انتخب عضو مجلس النواب المكسيك.